# Plutonic-Goldmine
Die Plutonic-Goldmine befindet sich 82 km östlich von Peak Hill und 180 km nordöstlich von Meekatharra in Western Australia in Australien. Das Bergwerk, das von Barrick Gold betrieben wird, ist 13 km vom Great Northern Highway entfernt.

## Geschichte
1988 entdeckte Great Central Mines die Goldlagerstätte, die von dem Unternehmen Plutonic Gold Mine für 50 Millionen A$ gekauft wurde. Homestake Mining Company übernahm Plutonic im April 1998 für mehr als 1 Milliarde A$. Homestake wurde Ende 2001 von Barrick Gold übernommen.

## Geologie
Das Goldvorkommen liegt am südlichen Ende des Plutonic-Well-Grünsteingürtels. Der Grünsteingürtel enthält Gestein aus dem Proterozoikum und Archaikum wie Granit, Gabbro, und wenigen vulkanischen, mafischen und ultramafischen Gesteinen, die intrudierten.
Gold mineralisierte in unterschiedlichen Adern mit amphibolitischen Gesteinen, mafischen bis ultramafischen vulkanischen und Sedimentgesteinen. Die Mineralisation fand mit Sulfiden und Oxiden statt.
Die Adern sind ein bis zehn Meter lang und ein bis drei Meter mächtig, die Gold verbunden mit den  Mineralen Quarz, Biotit, Titanit, Amphibol, Epidot, Karbonat, Turmalin, Arsenopyrite, Chalkopyrit, Scheelit in den Gesteinen Syenit, Diorit, Dolerit und Peridotit enthalten.

## Bergwerk
Das Bergwerk wurde 1990 als Tagebau betrieben und ab Januar 1995 unter Tage weitergeführt. Ausgedehnt wurde der Tiefbau zwischen 1998 und 2000. Es gibt für das Teifa- und das Tagebauerz je eine Aufbereitungsanlage. Die Tiefbauaufbereitung kann 1,8 Millionen Tonnen sulfidhaltiges Erz und die Tagebauanlage 1,2 Millionen Tonnen oxidhaltiges Erz verarbeiten.
Zerkleinern, Mahlen und Aufschäumen des Erzes und die Gewinnung des Goldes findet in beiden Anlagen statt.

## Goldgewinnung und Umwelt
Die Trennung von Gestein und Gold geschieht durch Schwerkraft und das Carbon-In-Leach-Verfahren. Die Aufbereitung des Gesteins erfolgt in diesem Verfahren nach Zerkleinerung des Gesteins, Flotation und Cyanidlaugung unter Beteiligung von Aktivkohle. Für dieses Verfahren ist die Plutonic-Goldmine nach dem International Cyanide Management Code zertifiziert.
Im Prozess der Cyanidauslaugung wird Gold chemisch in hochgiftigen Sickerwässern gebunden. Nach Filtration und Ausfällung entsteht brauner Schlamm, aus dem nach Waschen und Trocknen durch Reduktion Rohgold wird. In diesem Prozess entstehen Blausäure und Cyanide, die trotz Wiederverwendung der Lauge in die Umwelt entweichen können. Alle in diesem Prozess entstehenden Stoffe sind giftig. Diese werden zwar leicht in der Natur zersetzt und abgebaut, dennoch können die entstehenden großen Abraumhalden und Cyanidstäube durch Wind und Wasser unkontrolliert verteilt werden, Giftstoffe unkontrolliert in die Umwelt gelangen und schwere ökologische Schäden verursachen.

## Produktion
Produktionszahlen:
| Jahr | Gold- produktion | Grade      | Kosten je Unze |
| 2000 | 253.623 Unzen    | 2,91 g/t   | A$ 197         |
| 2001 | 288.000 Unzen    | 3,35 g/t   | A$ 313         |
| 2002 | 307.377 Unzen    | 2,74 g/t   | US$ 184        |
| 2003 | 333.947 Unzen    |            | US$ 193        |
| 2004 | 304.468 Unzen    |            | US$ 223        |
| 2005 | 251.000 Unzen    | 0,140 oz/t | US$ 302        |
| 2006 | 237.000 Unzen    | 0,141 oz/t | US$ 363        |
| 2007 | 208.000 Unzen    | 0,113 oz/t | US$ 541        |
| 2008 | 127.000 Unzen    | 0.115 oz/t | US$ 873        |
| 2009 | 144.000 Unzen    |            | US$ 652        |